# Колодец Моисея
«Колодец Моисея», или «Колодец пророков»  (фр. Puits de Moïse, Puits des Prophètes) — архитектурно-скульптурная композиция «Голгофа» — заказ герцога Иоанна Бесстрашного для картезианского монастыря Шанмоль (Charterhouse du Champmol) вблизи Дижона, места покаяния и захоронений бургундских герцогов. Выполнена выдающимся скульптором Северного Возрождения XIV—XV веков бургундской школы Клаусом Слютером, его помощником и племянником Клаусом де Верве и живописцем Жаном Малуэлем. Название «Колодец Моисея» появилось в XIX веке. В настоящее времени находится на территории бывшего монастыря (ныне психиатрический госпиталь) в отдельном павильоне.

## Композиция произведения
Произведение создавалось в 1395—1403 годах для бургундского герцога Иоанна Бесстрашного, в необычном стиле, соединяющем элегантность интернациональной готики с северным «магическим реализмом». Сохранились счета, подробно описывающие этот заказ, что необычно для того времени. Композиция осталась незавершённой по причине болезни и смерти Клауса Слютера в 1406 году. В XVII веке она была помещена в отдельный павильон посреди бывшего монастырского дворика, после того, как сильно пострадала от непогоды. Произведение было повреждено в 1791 году, во время Французской революции.
Первоначально сооружение планировалось, состоящим из четырёх основных элементов: самого «Святого колодца», или «Источника жизни» (лат. fons vitae), водоёма, согласно монастырской традиции устанавливаемого в центре двора (клуатра), глубиной около четырёх метров, питаемого водой из близлежащей реки Уше, шестиугольного «пирса», возвышающегося из центра водоёма, украшенного фигурами пророков и ангелов, и креста, венчающего композицию.
Сохранившаяся часть представляет собой только постамент для планировавшейся скульптурной группы «Распятие (Голгофа)». Композиция предполагала создание скульптур Девы Марии, Марии Магдалины и Иоанна. Согласно недавним исследованиям, основанным на внимательном чтении архивов и изучении точек крепления статуй на вершине постамента, вопреки традиционному мнению, высказано предположение, что планировалась только одна фигура: Мария Магдалина, обнимающая подножие Креста.
Работа не была завершена, сохранились только фрагменты сцены «Распятия» — голова и торс Христа (ныне — в Археологическом музее Дижона) и шестигранный постамент с шестью фигурами пророков (остался на территории нынешнего госпиталя Шартрёз), предсказавших согласно Ветхому Завету рождение и смерть Спасителя на кресте: Моисея, Давида, Иеремии, Захарии, Даниила и Исайи. В руках у них свитки с пророчествами. Фигуры разделяют изображения плачущих ангелов на консольных полуколоннах. Они облачены в широкие одежды, пластично выполненные складки которых ниспадают по контурам фигур.
Статуи сделаны из камня. Важное значение имела яркая раскраска, создававшая одновременно праздничное и трагическое настроение. Всё было ярко расписано Жаном Малуэлем, но раскраска с позолотой сохранилась лишь частично. На зелёных постаментах стояли пророки в золотых плащах, Моисей и Захария в красных одеждах на синей подкладке, у Давида — одеяние синее с золотыми звёздами, у Иеремии — синее, у Исайи — парчовое. Необычное произведение предположительно содержит криптопортрет герцога Филиппа Смелого в образе Иеремии, любимого пророка картезианского ордена. При сравнении со скульптурой Филиппа Смелого на портале собора монастыря выясняется, что обе скульптуры поразительно похожи друг на друга: выдающийся округлый подбородок, крупный нос, глубоко посаженные глаза с характерным дугообразным надбровьем. Кроме того, Иеремия — единственная фигура, изображённая не в синем или золотом, а в пурпуре и зелёном, цветах Бургундского герцогства.
Латинский текст на свитке Иеремии гласит: «О все проходящие мимо: взгляните, не похожа ли какая боль на мою» (O vos omnes qui trafficis per viam, Attente et Videte si est dolor sicut dolor meus). Изречение Даниила гласит: «И по истечении шестидесяти двух недель Христос будет предан смерти» (Post ebdomades sexaginta duas occidetur Christus). Наиболее мощный образ Моисея, который часто сравнивают с шедеврами Микеланджело демонстрирует строки: "Всё общество Израиля заколет агнца к вечеру (Immolabit agnum universa multitudo filiorum Israhel ad vesperam).
«Слютер создал выразительные и пластически мощные образы. У каждого из пророков свой характер и темперамент. Пророки сопоставлены контрастно. Рядом с величавым царём Давидом — состарившийся от скорби Иеремия; страсть Даниила, с какой он указывает сроки свершения пророчеств, противопоставлены размышлениям Захарии; раздумья мудрого Исайи оттеняют силу духа Моисея — символа разума, воли и действия».
Последние статуи «Колодца Моисея» были завершены в начале 1405 года, согласно описи мастерской после его смерти в 1406 году.
В работах Клауса Слютера в полной мере проявился готический натурализм, его скульптуры экспрессивны, пластичны, но также близки к натуре, можно было бы сказать, что они носят портретный характер. Они отличаются монументальностью, даже грандиозностью воплощения. «Магический натурализм» школы Слютера дал мощный толчок развитию искусства Северного Возрождения. Новизна выразительных средств «Колодца Моисея» произвела сильнейшее впечатление на современников. «Полнота и разнообразие образов отличала это произведение от скульптур интернациональной готики с их манерной элегантностью. Шанмоль стал местом рождения своеобразного стиля, а работавшие в Дижоне французы, брабантцы, фламандцы разнесли его принципы далеко за пределы Бургундии. Гробница Филиппа Храброго сделалась образцом для надгробия Иоанна Бесстрашного, короля Наварры Карла Благородного, Жана Беррийского и многих других».

## Галерея
- Общий вид. Фигуры Давида и Иеремии
- Пророки Даниил и Исайя
- Голова Исайи
- Моисей и Давид
- Ангелы